# Juan de Dios Arlegui
Juan de Dios Arlegui Gorbea (Santiago, 16 de mayo de 1827 - Valparaíso, 13 de julio de 1908) fue un abogado y político liberal chileno.

## Primeros años de vida
Fue hijo de José Manuel Arlegui y Rodríguez Zorrilla y de María del Carmen Gorbea Calvo de Encalada.Estudió en el Colegio de Pedro Nolasco Carvallo hasta 1837, ingresando luego al Seminario, donde cursó Humanidades y Teología. Hizo luego cursos de Leyes en el Instituto Nacional y luego en la Universidad de Chile, donde juró como abogado en noviembre de 1848.
Contrajo matrimonio con la bonaerense Isabel Álvarez Contarco y Doddin, en la iglesia del Sagrario de Santiago, el 24 de septiembre de 1864. Tuvieron por hijas a: Isabel Margarita y a Teresa Arlegui Álvarez Contardo.

## Vida pública
Ejerció su profesión en el puerto de Valparaíso, aunque luego se marchó a California a buscar oro. Tras su fracasado intento, debió trabajar en los puertos para reunir recursos y regresar a Chile. Llegó de regreso en 1851, manifestándose contrario a la candidatura de Manuel Montt. Tras la revolución recobró su libertad y ejerció nuevamente la abogacía en Valparaíso.
En 1858 fue elegido municipal de Valparaíso, pero luego estalló la Revolución de 1859 y fue confinado a la provincia de Colchagua. Regresó a Valparaíso una vez restablecida la normalidad. Durante el gobierno de José Joaquín Pérez, fue nombrado intendente de Valparaíso el general José Santiago Aldunate, y éste propuso que Juan de Dios Arlegui fuera nombrado su secretario, quien aceptó el cargo. Llegó a ocupar en dos ocasiones la intendencia de Valparaíso, en carácter de suplente.
En 1862 fue elegido Gran Maestro de la Gran Logia de Chile, siendo el primero en ocupar este cargo, cuando la sede de esta institución se encontraba en la ciudad de Valparaíso. 
Fue electo diputado suplente por Freirina (1870-1873). Participó en el Congreso Constituyente de 1870, cuyo objetivo fue reformas a la Constitución de 1833. Luego fue diputado propietario por Valparaíso (1873-1876), y más tarde Senador por la provincia de Valparaíso (1876-1882). Integró en este último periodo la Comisión Permanente de Guerra y Marina, y la de Hacienda e Industria.
Fue administrador del Hospicio de Valparaíso (1874-1894), superintendente del Cuerpo de Bomberos, juez de comercio del Puerto (1880) y defensor de menores (1892).
En política propiamente tal, fue de avanzadas ideas liberales, sin llegar a ser intransigente, militando en el Partido Liberal. En 1888, figuró como miembro de la Primera Convención Radical, realizada del 19 al 23 de noviembre de ese año. Durante la guerra civil de 1891 no participó, pues no estuvo motivado por ninguno de los dos bandos.